# Rasmus Houmøller
Rasmus Willette Houmøller (* 8. Januar 2003 in Thisted, Dänemark) ist ein dänischer Handballspieler, der für den deutschen Zweitligisten VfL Lübeck-Schwartau aufläuft.

## Karriere
Houmøller begann das Handballspielen in der U-12-Mannschaft des dänischen Vereins HF Mors, der im Leistungsbereich mit dem Verein Thisted IK kooperiert und die Spielgemeinschaft Mors-Thy Håndbold bildet. Mit der U-19-Mannschaft von Mors-Thy Håndbold gewann er 2022 und 2023 die dänische Meisterschaft. Im Oktober 2022 gab der Kreisläufer sein Erstligadebüt gegen Fredericia HK. Im Jahr 2023 unterschrieb er bei Mors-Thy Håndbold einen Zweijahresvertrag. In der Spielzeit 2023/24 kam Houmøller in der Drittligamannschaft zum Einsatz und absolvierte sechs Erstligapartien, in denen er zehn Treffer erzielte. Zur Saison 2024/25 wechselte er zum deutschen Zweitligisten VfL Lübeck-Schwartau.